# مارتيني (كوكتيل)

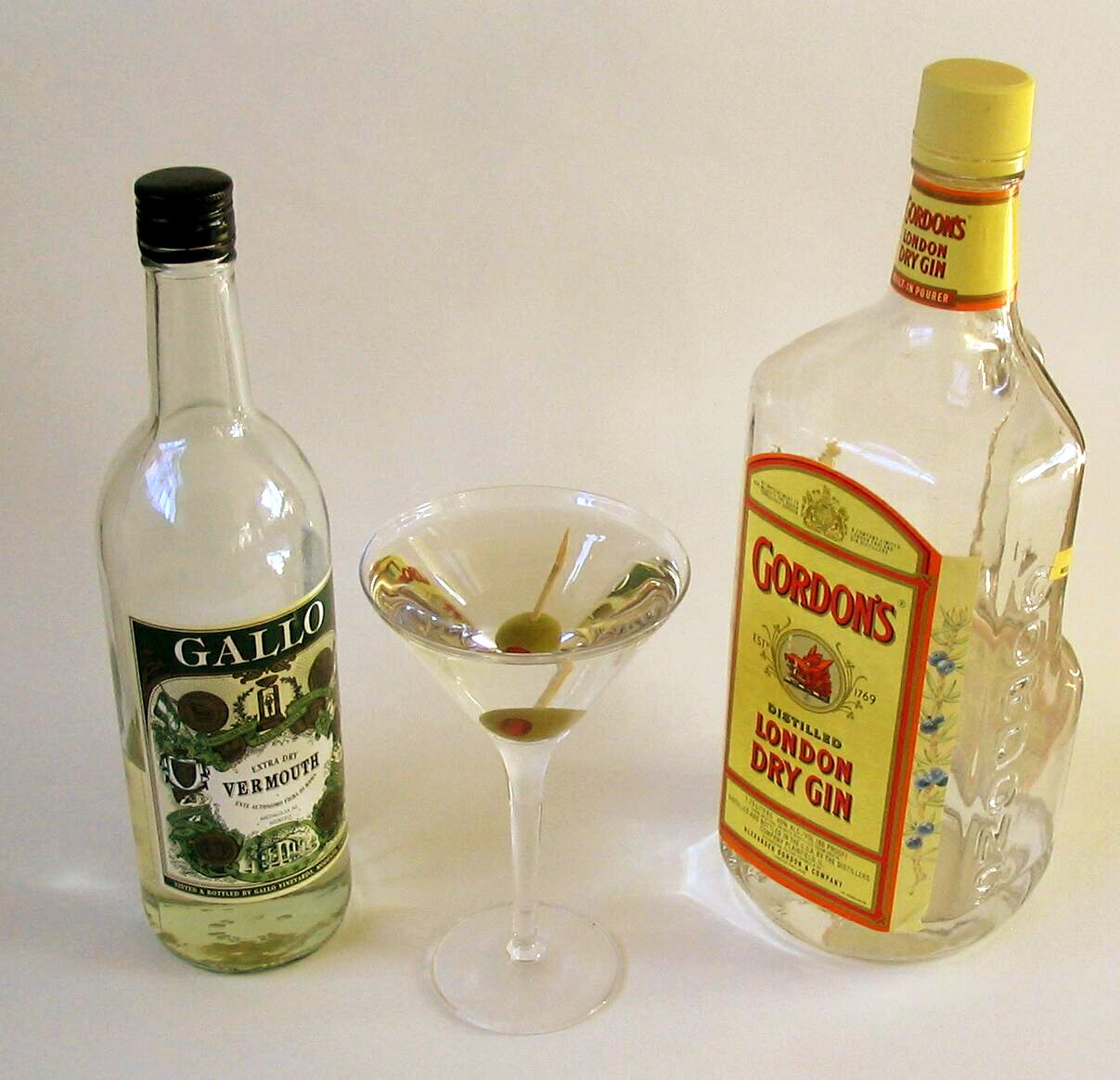
قدح مارتيني ومكوناته

المارتيني هو كوكتيل تكون مكوناته عادة الجن والفرموث الأبيض، ولكن في السنين المؤخرة تم تبديل الجن بالفودكا حيث أصبح أكثر شعبية من الجن. خلال السنوات، أصبح المارتيني من أكثر المشروبات الكحولية المخلوطة شهرة. وصفه ه. ل. منكن بإنه "الاختراع الأمريكي الوحيد الذي هو كامل ومتكامل مثل السونيت.

## التحضير

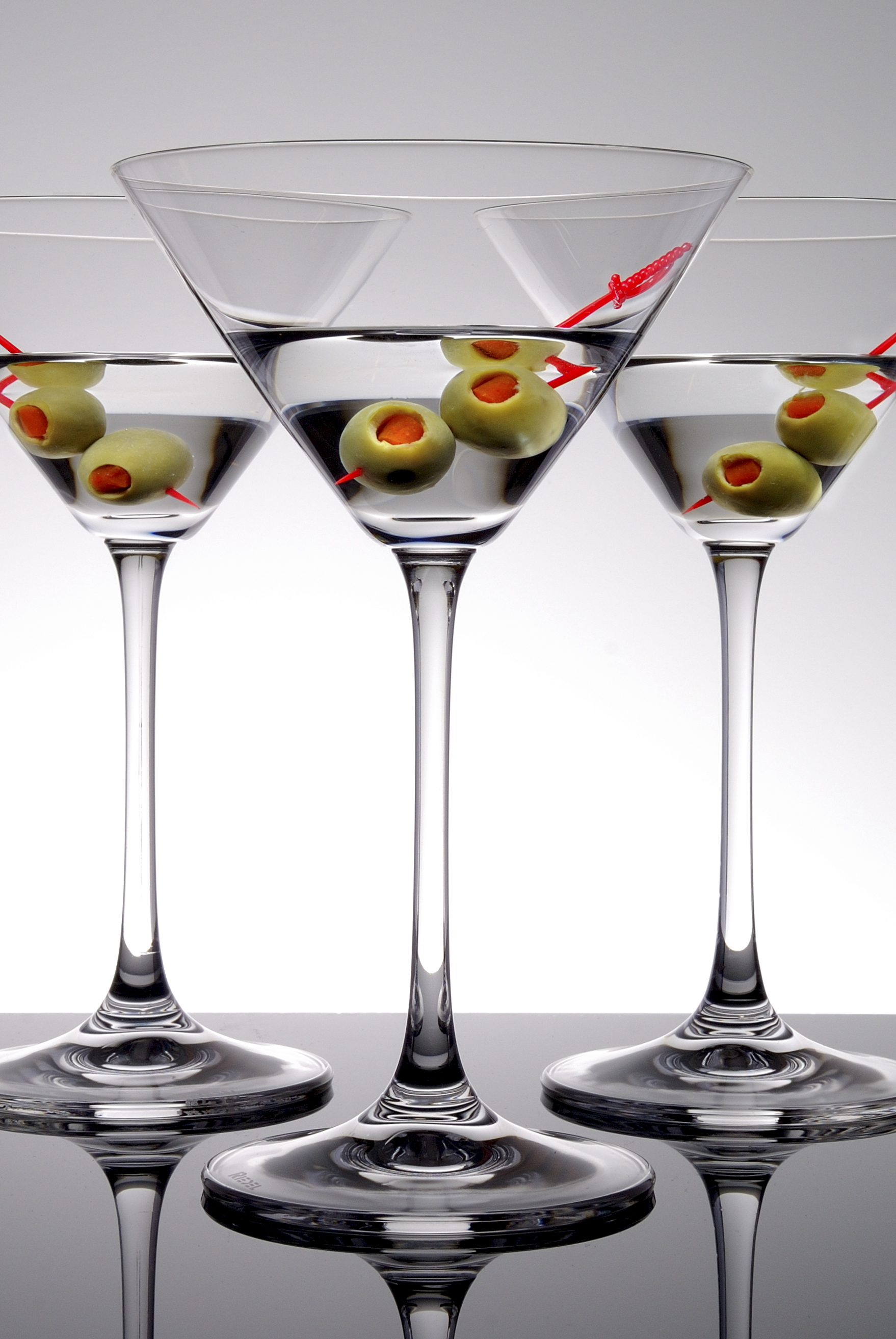
ثلاثة كؤوس مارتيني مزينة بالزيتون الأخضر

يحضر المارتيني بمزج مشروب الجن اللندني الجاف والفيرموت الجاف معًا في كأس بنسبة 2:1 على التوالي، وتقليبهما مع إضافة مكعبات من الثلج وبعض الإضافات الاحتيارية مثل البرتقال أو الليمون وبعض الزيوت أو المريات العطرية للمزيج، ويصفى بعد ذلك في كأس كوكتيل مبرد. يضاف إلى المزيج زيتون أخضر أو بشرة ليمون أحيانًا حسب الرغبة للتزيين.
يحضر المارتيني أحيانًا بالفودكا كبديل عن الجن. ويطلق أحيانًا مصطلح المارتيني على العديد من الكوكتيلات التي تحتوي المشروبات الكحولية مثل كوكتيل مانهاتن، وكوكتيل كوزموبوليتان وبعض المشروبات الأخرى التي تقدم في كؤؤس مشابهة لكأس المارتيني، مثل إسبريسو المارتيني الذي يقدم في بعض المقاهي الأوروبية وهو عبارة عن كمية من قهوة الإسبريسو في كأس مبرد شبيه بكأس المارتيني، وتقلب حتى تتكون على سطحها طبقة كريمية سميكة مزينة بثلاث حبات من القهوة في الوسط.

## لمحة تاريخية
لا يزال الأصل التاريخي الدقيق لكوكتيل المارتيني غير معروف بالضبط. تشير بعض الروايات إلى أنه قدم لأول مرة في أوائل ستينيات القرن التاسع عشر في فندق أوكسيدنتال في ولاية سان فرانسيسكو الأمريكية، والذي كان يتردد عليه المسافرين قبل ركوب العبارة المسائية المتجهة إلى مدينة مارتينيز في ولاية كاليفورنيا. وتشير روايات آخرى إلى أن المشروب سمي باسم مدينة مارتينيز لأنه قدم لأول مرة هناك.
وصف كوكتيل المارتيني لأول مرة في طبعة عام 1887 من كتاب دليل السقاة لجيري توماس، والذي جاء فيه طرق مزج جميع أنواع المشروبات الكحولية. تضمنت طبعات دليل السقاة التالية في أواخر القرن التاسع عشر العديد من وصفات تحضير المشروب المشابهة كثيرًا للوصفات الحالية، ففي طبعة عام 1888 لهاري جونسون ذكرت وصفة لتحضير كوكتيل المارتيني تحتوي على نصف كأس من جن أولد توم مع نصف كأس من الفيرموت.
كما يمكن اعتبار كوكتيل مارغريت الذي وُصف لأول مرة في عام 1904 شكلًا مبكرًا من أشكال المارتيني الجاف، والذي كان يحتوي مزيجًا بنسبة 2: 1 من جن البليموت الجاف والفيرموت الجاف، مع بشرة من البرتقال.